# Tetanocera bergi
Tetanocera bergi är en tvåvingeart som beskrevs av Steyskal 1954. Tetanocera bergi ingår i släktet Tetanocera och familjen kärrflugor. Inga underarter finns listade i Catalogue of Life.